# Héry (Yonne)
Pour les articles homonymes, voir Héry.
Héry est une commune française située dans le département de l'Yonne et la région Bourgogne-Franche-Comté.

## Géographie
La commune se situe à 13 kilomètres au nord d'Auxerre, au bord de la forêt de Saint-Germain. Elle s’étend sur 7,7 kilomètres de longueur dans le sens nord-sud. Le bourg comprend trois sections : la ville, incluant l’église et le château ; la partie orientale dénommée Sevry ; et au sud le Tertre où se trouvent un cimetière romain et une chapelle de Notre-Dame de la Pitié du XIIIe siècle.

### Voies de communication
La commune est traversée dans le sens nord-sud par la D84 joignant Mont-Saint-Sulpice, Brienon-sur-Armançon, Bellechaume et Arces-Dilo au nord, avec Monéteau et Auxerre au sud.
La sortie 19 de l'autoroute A6 est à 12,5 km au sud.
La N77 Auxerre – Troyes passe à 7,2 km à l'est sur Pontigny et à 8,9 km au sud sur Monéteau.
La D606 Auxerre/Avallon – Joigny/Sens passe à 11,6 km à l'ouest, sur Bassou.
Les gares les plus proches sont celles de Laroche - Migennes (la mieux desservie) à 11,8 km et celle d'Auxerre à 12,5 km.

### Communes limitrophes

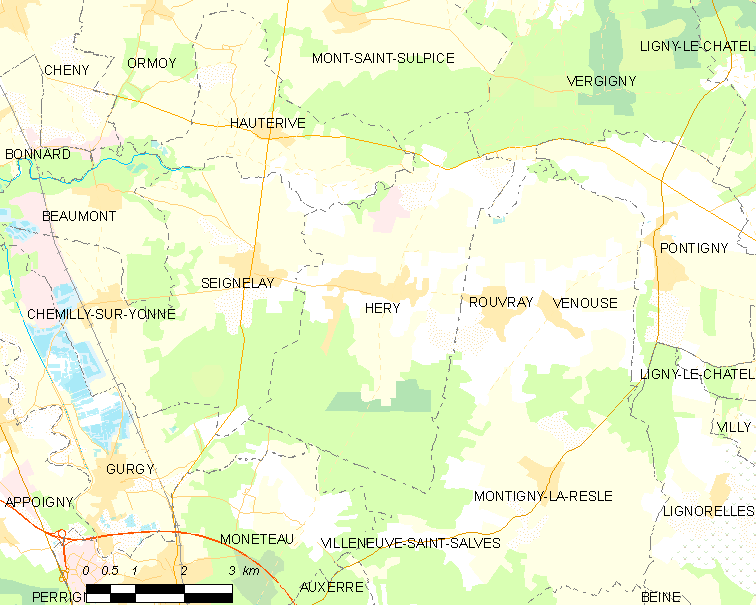
Carte de la commune de Héry et des proches communes.

### Hameaux, lieux-dits et écarts
Les hameaux suivis d'une astérisque sont situés à l'écart de la route indiquée. Les lieux-dits sont en italiques.
B
- la Barrière des Grands Prés*,   D5 vers Rouvray
- la Barrière des Gautherins*,   D203 vers Auxerre
- la Barrière de la Vau,   D203 vers Auxerre
- les Baudières,    D203 vers Vergigny
- Bois aux Georges,    D203 vers Auxerre
- Bois de la Justice*,      D203 vers Auxerre
- Bois du Moreau*,

C
- Chapelle de Pitié*,   Rte de Gurgy
- la Chapelotte (chteau *, nord du bourg
- les Communaux,   D203 vers Auxerre
- la Cornée*,        D203 vers Vergigny
- les Courtaines,     D5 vers Seignelay

F
- Fontaine du Saussis-Jazier*, Ru de la Mouillère, S-E du bourg

G
- les Grandes Haies,  D203 vers Vergigny

I
- Île d'Yquois*,   D203 vers Vergigny

L
- les Lames,        Chmin du Moulin Baudouin

M
- Moulin Baudouin,
- Moulin Gaspard,      D203 vers Vergigny (Entrepr. Davey Bickford)
- Moulin d'Héry,       D203 vers Vergigny

P
- les Prés Fageot*,   Chmin du Moulin Baudouin

S
- Sevry,                  D5 vers Rouvray

T
- le Tertre,                  D203 vers Auxerre
- le Thureau,            D5 vers Rouvray
- la Tuilerie de Bonne-Racine*, Rte du Tertre vers Seignelay

U
- les Usages,   D203 vers Auxerre

V
- les Vieux Moulins,  D203 vers Vergigny

Le Moulin d'Héry est mentionné en 1398, désigné comme le "moulin neuf près du Gué-de-Fer". Les "Moulins-Neufs près du Gué-de-Fer" sont déjà mentionnés vers 1233, faisant l'objet d'une donation - avec les droits féodaux - d'Étienne 1er de Seignelay à l'abbaye de Pontigny.
Les Vieux-Moulins étaient autrefois appelés Espaillard ; une charte de 1196 mentionne les îles et les ormes du moulin d'Espaillard, détruit en 1747 par les moines de Saint-Germain qui le trouvaient trop ruineux d'entretien.

### Hydrographie
Le principal élément hydrographique sur la commune est le Serein qui la traverse d'Est en Ouest, au nord du bourg. Très méandreux, il est aussi très ramifié avec deux bras successifs en rive gauche, eux-mêmes reliés par un troisième bras. Le premier bras entoure l'île d'Yquois ; l'île formée par le deuxième bras est entièrement occupée par les bâtiments et terrain de l'usine Davey Bickford.
La commune est traversée d'Est en Ouest par le Grand Ru, qui commence à la limite Est de commune, coule à peu près parallèle au Serein jusqu'à Héry puis fait un coude à angle droit vers le nord pour rejoindre le Serein au niveau des trois étang des Prés Fageot. Sur son chemin il reçoit sur sa rive gauche, venant tous trois du sud, le ru des Corbiers, le ru de la Mouillère puis le ru des Noues de Cuillon.
Dans le sud, deux petits affluents du ru de Sinotte (affluent direct de l'Yonne) prennent source dans la forêt de Saint-Germain et coulent vers le sud-ouest. Le premier a formé la vallée des Teilles, le deuxième, plus à l'Ouest, la vallée des Vieux Rus.

### La forêt de Saint-Germain
Située dans la partie sud de la commune, la forêt de Saint-Germain est traversée dans le sens plus ou moins Est-Ouest par la Grande allée, et dans le sens nord-sud par l'allée de Saint-Germain. Elle est nommée d'après l'abbaye de Saint-Germain d'Auxerre, qui l'a eue en fief pendant plusieurs siècles.
Elle est prolongée par les Usages à l'Ouest, le bois du Moreau au N-O, le bois de la Justice au N-E, les Usages sur la commune de Rouvray au N-E, la Garenne du château de la Resle sur la commune de Montigny-la-Resle au S-E, le bois aux Moines de Villeneuve-Saint-Salves au sud, le bois des Teilles (principalement sur Villeneuve) prolongé au sud par le bois des Clousots (principalement sur Sougères-sur-Sinotte, commune de Monéteau). Le tout forme un massif boisé de plus de 1 725 hectares d'un seul tenant.
Elle est également traversée par la D203 sur environ 1,5 km sur la commune (bois et la route continuent sur Villeneuve-Saint-Salves).

### Climat
Pour des articles plus généraux, voir Climat de la Bourgogne-Franche-Comté et Climat de l'Yonne.
En 2010, le climat de la commune est de type climat océanique dégradé des plaines du Centre et du Nord, selon une étude du Centre national de la recherche scientifique s'appuyant sur une série de données couvrant la période 1971-2000. En 2020, Météo-France publie une typologie des climats de la France métropolitaine dans laquelle la commune est exposée à un climat océanique altéré et est dans la région climatique  Lorraine, plateau de Langres, Morvan, caractérisée par un hiver rude (1,5 °C), des vents modérés et des brouillards fréquents en automne et hiver. 
Pour la période 1971-2000, la température annuelle moyenne est de 10,6 °C, avec une amplitude thermique annuelle de 15,7 °C. Le cumul annuel moyen de précipitations est de 724 mm, avec 11,7 jours de précipitations en janvier et 7,8 jours en juillet. Pour la période 1991-2020, la température moyenne annuelle observée sur la station météorologique de Météo-France la plus proche, « Ligny-le-Châtel », sur la commune de Ligny-le-Châtel à 10 km à vol d'oiseau, est de 11,5 °C et le cumul annuel moyen de précipitations est de 772,9 mm. 
La température maximale relevée sur cette station est de 40,7 °C, atteinte le 7 août 2003 ; la température minimale est de −22 °C, atteinte le 16 janvier 1985,,. 
Les paramètres climatiques de la commune ont été estimés pour le milieu du siècle (2041-2070) selon différents scénarios d'émission de gaz à effet de serre à partir des nouvelles projections climatiques de référence DRIAS-2020. Ils sont consultables sur un site dédié publié par Météo-France en novembre 2022.

## Urbanisme

### Typologie
Au 1er janvier 2024, Héry est catégorisée bourg rural, selon la nouvelle grille communale de densité à sept niveaux définie par l'Insee en 2022.
Elle est située hors unité urbaine. Par ailleurs la commune fait partie de l'aire d'attraction d'Auxerre, dont elle est une commune de la couronne,. Cette aire, qui regroupe 104 communes, est catégorisée dans les aires de 50 000 à moins de 200 000 habitants,.

### Occupation des sols
L'occupation des sols de la commune, telle qu'elle ressort de la base de données européenne d’occupation biophysique des sols Corine Land Cover (CLC), est marquée par l'importance des territoires agricoles (48,8 % en 2018), en diminution par rapport à 1990 (50,1 %). La répartition détaillée en 2018 est la suivante : 
forêts (42,1 %), terres arables (26,5 %), prairies (15,3 %), zones agricoles hétérogènes (7 %), zones urbanisées (5,8 %), zones industrielles ou commerciales et réseaux de communication (1,9 %), eaux continentales (1,4 %). L'évolution de l’occupation des sols de la commune et de ses infrastructures peut être observée sur les différentes représentations cartographiques du territoire : la carte de Cassini (XVIIIe siècle), la carte d'état-major (1820-1866) et les cartes ou photos aériennes de l'IGN pour la période actuelle (1950 à aujourd'hui).

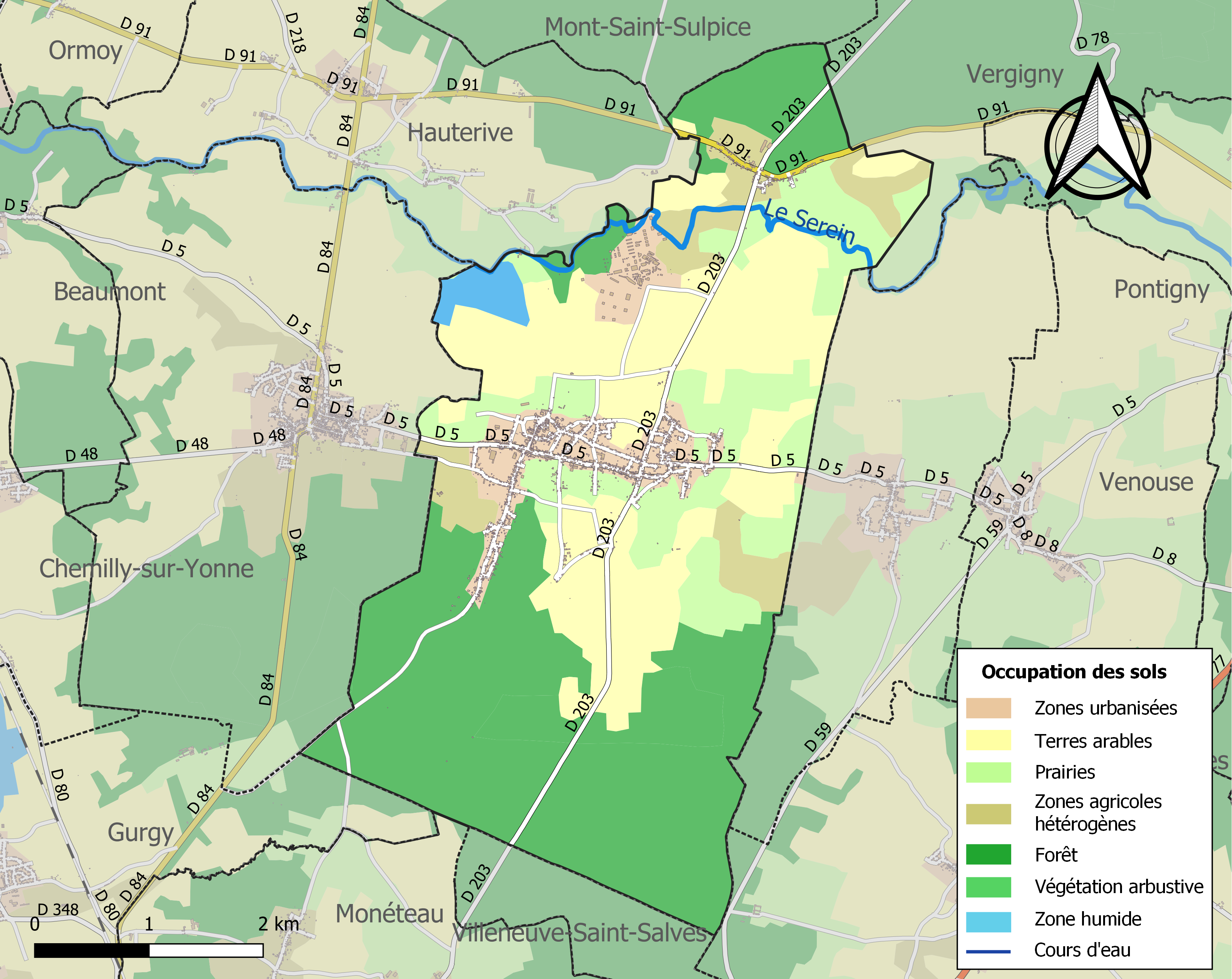
Carte des infrastructures et de l'occupation des sols de la commune en 2018 (CLC).

## Toponymie
latin Villiariacum ? (villa + Ariacum, « la villa de Airy » - Airy était un prénom (par exemple saint Airy, VIe s.) ; 
Airiacense seu Airiacum (environ 1020) ; 
Ariacum (Chronique de Frédégaire, VIIIe s.) ; 
Airiacum (Dictionnaire de Trévoux, 1771) ;
Airy (1777) ; 
Airiac (1847).

## Histoire

### Antiquité
Le terroir est occupé avant l'époque gallo-romaine.
Le Serein forme la limite nord du territoire des Éduens pendant une partie de leur époque, incluant aussi Seignelay et jusqu'au-delà de l'Yonne ; plus tard Héry devient la dernière place du comté de Tonnerre. Au nord le territoire des Lingons descendait jusqu'à Pontigny et au-delà vers les Baudières, incluant Rouvray, Venouse, Pontigny, Ligny et Maligny ; jusqu'en 1789 Pontigny marquait la limite du diocèse de Langres, ancienne capitale des Lingons.
Plusieurs voies antiques passent près du village, la plus célèbre étant la Via Agrippa de l'Océan qui traversait Héry et passait le Serein aux Baudières.
De ces voies antiques il reste quelques vestiges comme un vieux pont romain situé entre Héry et Rouvray (village voisin).
Plus de cinquante tombeaux de l'époque antique ont été découverts aux Baudières près de la voie antique, dont les squelettes montraient une ossature 1/3 plus grande et des mâchoires plus puissantes que les nôtres, ces dernières portant 34 et jusqu'à 36 dents. La pierre des tombeaux provenait probablement de Chablis. Indépendamment ou non de ce cimetière d'origine inconnue, le couvent d'Héry ou la paroisse a probablement enterré ses morts aux Baudières : un chemin d'Héry aux Baudières est encore appelé le chemin des morts.
Les tombeaux du bourg d'Héry, répartis sur deux locations, se trouvaient autour et dans les murs de l'ancienne église (plus d'une vingtaine), et dans la cour du couvent de bénédictins d'Héry appartenant à l'abbaye de Saint-Germain (huit tombeaux retirés lors d'une excavation dans la cour, ce qui laisse supposer qu'au moins une partie du couvent a été bâtie sur un cimetière). Quant à l'église, il s'agit de celle ruinée vers le IXe ou XIe siècle, qui se trouvait dans l'ouest du village au lieu-dit encore appelé en 1833 la Prière ou, par déformation, la Prigèze, à environ 200 m de la rue du Tartre et « 160 pas » (environ 120 m) du chemin de Seignelay.
Des bains romains ont probablement existé près du Serein immédiatement en amont du bourg, attestés par la présence de tuyaux en terre cuite et les restes de démolitions à cet endroit. Ce terrain, un bois du domaine de Bouilly, a appartenu dès avant le IXe siècle à l'abbaye de Saint-Germain qui possédait Bouilli.
Des médailles de l'époque gallo-romaine ont été mises au jour en divers endroits de la commune,. Le lieu-dit les Courtaines à l'ouest du bourg est peut-être l'ancien emplacement de cours de justice et de gouvernement aux temps des Gaulois puis des Gallo-romains.

### Haut Moyen-Âge
Sainte Marthe († ~400), dame de Héry et épouse de l'évêque d'Auxerre saint Amâtre († 1er mai 418) avant l'épiscopat de ce dernier, vivait à Héry où elle est morte ; il y avait donc déjà un village à cette époque. La terre d'Héry, qui lui venait de sa famille, passe alors à l'abbaye de Saint-Germain d'Auxerre.
En 492 ou 493 Clovis vient à Héry, dernier village à la frontière de ses États, y rencontrer sa future seconde épouse Clotilde,.
Porcaire († 533), une femme issue d'une riche famille d'Italie, vient de Ravenne en suivant le corps de saint Germain, 6e évêque d'Auxerre. Elle bâtit un ermitage sur la rive droite du Serein à l'Est des Baudières. Après sa mort une chapelle est érigée à cet endroit, en ruines au XIXe siècle mais qui alors portait toujours le nom de « chapelle Sainte-Porcaire ».
Il y avait aussi une chapelle Saint-Martin aux Baudières.
La route et le Serein marquaient la limite des diocèses de Langres, Auxerre et Sens, le Serein marquait celle entre Bourgogne et Champagne. Remarquablement, Héry n'appartient ni au duché de Bourgogne ni au comté d'Auxerre ; cette qualité de terrain neutre lui vaut d'être le siège de plusieurs assemblées notables.
On sait peu sur le monastère d'Héry. C'est une des plus anciennes terres de l'abbaye de Saint-Germain d'Auxerre, qui possède la terre seigneuriale et y fonde au VIe siècle une maison dont il reste des vestiges derrière l’église (actuel presbytère). La première préoccupation des moines à cette époque est de multiplier le nombre de "maisons" ; trois siècles plus tard, en 815 l'abbaye de Saint-Germain compte jusqu'à 600 religieux, auxquels il faut ajouter les étudiants dont le nombre peut avoisiner les 5 000. Le monastère d'Héry et peut-être celui des Baudières servent probablement alors à soulager le problème des logements du célèbre établissement d'Auxerre. 

L'aile ouest du bâtiment est attenante à l'église paroissiale, qui originellement est la chapelle du monastère. Le bâtiment du couvent est en forme de U avec cour tournée vers le sud où elle est fermée par l'église. Depuis, l'aile Est a été détruite ; l'aile ouest et le corps principal du bâtiment sont encore debout. À sa construction, le tout est sur deux étages de dix pieds (environ 3 m) de hauteur chacun, en pierre en bas et en bois pour l'étage supérieur. Des galeries en bois entourent la cour. Le bâtiment est prévu pour 52 religieux ; en 1833 on voyait encore les restes de 32 cellules, avec leurs cheminées individuelles et leurs fenêtres trop hautes pour laisser voir autre chose que le ciel. Les murs sont très épais et la charpente toute en châtaignier. Chapelle et couvent forment le fort d'Héry en 1381. Au XVe siècle ce couvent avait disparu - mais pas le bâtiment, qui est abaissé au XVIIe siècle.
En l'an 800 saint Didier, évêque d'Auxerre, donne le village des Baudières - maisons, serfs, vignes et terres - à l'abbaye de Saint-Germain. Dans le cours du IXe siècle un seigneur nommé Aldabert fait donation à l'abbaye d'une étendue considérable d'Héry. Le village a aussi connu les échanges de biens, comme celui approuvé par Charles le Chauve en 887 d'une manse entre les religieux de Chablis et ceux de Saint-Germain.
Vers 880 le roi Lothaire donna à l'abbaye de Saint-Germain des terres de franc-alleu ayant appartenu à un certain Anldebert, situées en aval des Baudières, près des villages de Revisy et de Sarmoise depuis longtemps disparus. Les moines à cette époque plantèrent en bois la partie face aux Baudières et découvrirent les vestiges de bains. Ces terres, prises par l'État en 1789, ont été vendues au prince de Montmorency en novembre 1831 en même temps que tous les bois de Pontigny.
Au IXe siècle il ne reste plus que la villa Sancti Germani, petit village appartenant à l’abbaye de Saint-Germain d'Auxerre et situé en haut de la rue du Chien Pendu.
L'église qui se trouvait à La Prière dans l'ouest du village est ruinée vers le IXe ou XIe siècle. La tradition dit qu'elle a été détruite dans une guerre (Sarrazins en 727, raids vikings du IXe siècle, guerre de succession du duché de Bourgogne au tout début XIe siècle, ou autres), les paroissiens utilisant subséquemment la chapelle du couvent de bénédictins d'Héry. Cette église a laissé de nombreux débris, fragments de marbre, du carrelage noir et blanc alterné, des bas de pilier et portion d'un fût, quantité de tuiles romaines, petit Christ en bronze... La décoration semble avoir été plutôt riche et incongrue pour les chrétiens de l'époque, ce qui ferait pencher pour un temple païen investi par les chrétiens au Ve siècle.
Le culte de saint Sébastien au village existait depuis longtemps déjà en 972.
Au Xe siècle l'église Saint-Germain (et non Saint-Sébastien) de Héry est une possession de l'évêché d'Auxerre. L'évêque Héribert (demi-frère du duc des Francs Hugues le Grand) fait don, avec dix autres églises, de l'église Saint-Germain à l'abbaye Saint-Germain d'Auxerre après que saint Mayeul eut rétabli la règle monastique à Saint-Germain.
Cette donation est confirmée par le pape Eugène III en 1152.

### Bas Moyen-Âge
En 1015 ou plutôt autour de 1023, se tient le concile d'Héry (appelé Airy en 1777), qui s'est tenu dans le prieuré des bénédictins d'Héry derrière l'église paroissiale) pendant la crise de succession champenoise.
En 1150, l'évêque de Langres possède des terres à Sainte-Porcaire.
En 1219, le prieur de la maison d'Héry est M. de Bouilli. Cette année-là son frère Jean, seigneur de Bouilli, dispose de ses biens avant de se croiser ; il donne notamment la moitié de son cens de Duchy en bonnes œuvres et charge son "frère, abbé du monastère d'Héry", de distribuer le reste en cas de mort.
Les Usages de Seignelay, Héry et Gurgy formaient en général des bois, qui sont donnés aux habitants en 1228 pour en faire des pacages.
En 1381, l'abbaye de Saint-Germain fortifie le prieuré d'Héry et l'église attenante. On enferme les principales maisons du bourg dans une enceinte de fossés que l'on appelle la Fermeture. Au Mont-Artre s'élèvent d'autres fortifications, appelées Château-Gaillard en rappel de la Tour-Gaillarde faisant partie des fortifications d'Auxerre.
En 1398, Philippe de Savoisy, descendant d'un chambellan de Charles V et Charles VI, rend hommage au chapitre de Saint-Germain pour les fiefs de Montaigu, Mallevalle, les bois de Villeneuve-Saint-Salve et les bois et usages d'Héry.
Le 20 mars 1459 Héry est affranchi de la mainmorte.
En 1592, le fort d'Héry est pris par le seigneur de Seignelay, et en 1593 par le roi Henri IV. Toutes les maisons dans la Fermeture et au Mont-Artre sont incendiées durant cette guerre.

### Époque moderne
La fabrique de Seignelay y eut des terres. Au XVIIIe, on y trouve deux seigneurs laïques : Anne-Léon de Montmorency et Bellanger de Rebourseaux, dont les biens furent vendus les 27 prairial an IV et 29 pluviôse, an V. Le château, qui appartenait sous l’Empire à la famille Bernard d’Héry, renfermait une riche bibliothèque et une superbe collection de tableaux.
Le 3 mai 1803 l'État vend le domaine d'Héry des moines de Saint-Germain. 

Au début du XIXe siècle il y a encore un vacher public qui faisait paître les vaches et moutons des habitants dans les endroits permis : les usages, les bois, les plaines - qui sont fertilisées par la même occasion : en 1812 il emmène encore 140 animaux et le commerce de laine, hérité de l'époque des manufactures, est encore bien vivant. Le morcellement des grandes propriétés, la vente des usages communaux, la plantation de vignes dans les plaines, font disparaître cette activité avant le milieu du même siècle.
Dans la première moitié du XIXe siècle l'osier, qui pousse facilement dans ces terres sablonneuses, amène quelques richesses mais est délaissé vers le milieu de ce siècle.

### Époque contemporaine
Autour de 1825 la commune achète une pompe à incendie et crée un corps de 32 pompiers, avec armes, casques et habillement militaire fournis.
Le comédien et cinéaste Robert Dhéry est inhumé au cimetière de la commune le 3 décembre 2004. Il est rejoint par son épouse, la comédienne, scénariste et chorégraphe Colette Brosset le 1er mars 2007.

## Lieux et monuments

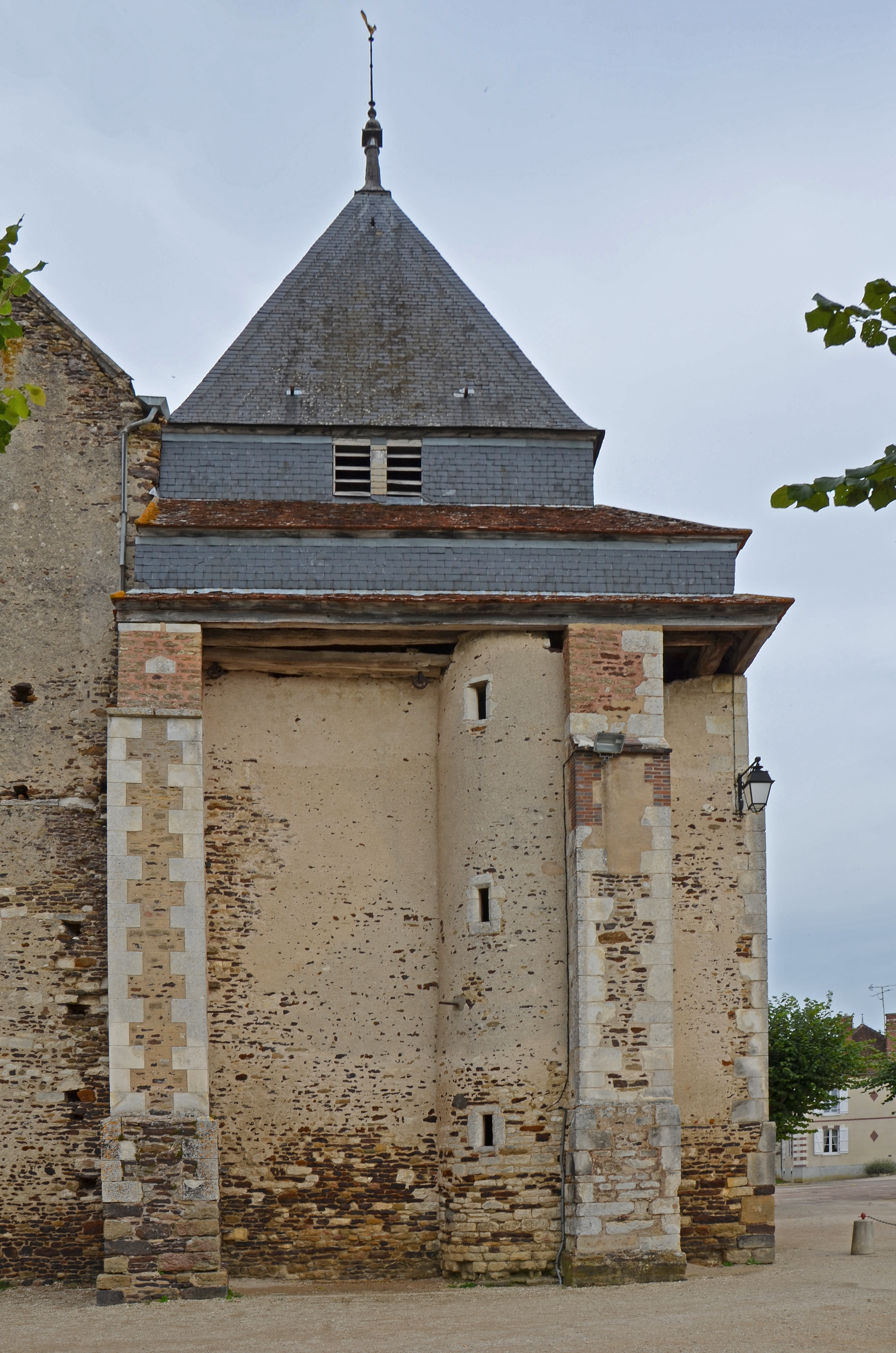
Église Saint-Sébastien-et-Saint-Louis.

L'attrait d'Héry réside dans son église, l'église Saint-Louis du XVIe siècle.
- Le parc du château de la Chapelotte (propriété privée) a probablement été dessiné au tournant du XXe siècle[20].
- La chapelle Notre-Dame-de-Pitié, bâtie à 150 m d'altitude sur un contrefort du Mont-Artre au sud de Héry. Avec ses 50 m de dénivellation depuis le village, était un lieu de dévotion et but de procession  pour les agonisants. La chapelle Sainte-Radegonde était elle aussi un but de procession pour les infirmes, surtout le 13 août jour de sa fête[H 32].

## Économie
la S.A.S. Davey Bickford, nommée d'après William Bickford inventeur de la mèche Bickford, est installée sur plus de 30 hectares au Moulin Gaspard à 1,2 km au nord de Héry, en bord de Serein et près de la D203. Usine de pyrotechnologie, elle travaille détonateurs et matériels explosifs pour miner, extraire la roche en carrière, créer des tunnels, etc., et pour l'étude séismique. La compagnie réalise aujourd’hui 70m € de ventes[réf. souhaitée]. En 2013, elle était la 5e entreprise exportatrice de l'Yonne,. 

Au 1er février 2013, la société Davey Bickford employait à Héry 477 personnes : 439 extérieures à la commune, 37 demeurant au bourg d’Héry, 1 résidant aux Baudières (commune d'Héry) et 76 venant d’Auxerre.
Elle fait partie des 13 entreprises de l'Yonne classées seveso dont 5 classées seveso 2, « haut risque ».

## Risques technologiques et naturels
Les activités de l'entreprise Davey Bickford présentent un risque de contamination à la « dioxine de Seveso ». Pour cette raison la compagnie est classée seveso 2, « haut risque ».
C'est ainsi qu'en accord avec la directive Seveso, un plan communal de sauvegarde a été établi le 9 décembre 2008 qui concerne les trois communes de Héry, Seignelay et Hauterive. 

Le document d'information sur les risques majeurs (DICRIM) a été publié pour la première fois à Héry dans le bulletin municipal de janvier 2009.
Le Plan de Prévention des Risques Technologiques (PPRT) y a été approuvé le 17 février 2012,,.
La zone concernée par le PPRT décrit des cercles concentriques dont le plus étendu ("risque faible") a un rayon d'environ 750 m autour de l'usine.
L'usine est également concernée par le risque d'inondation, risque évident puisqu'une grande partie des bâtiments de l'entreprise se trouvent sur l'île formée par le deuxième bras du Serein sur la commune. En 1980 un barrage de type « vanne automatique » a été installé sur le Serein au lieu-dit Les Reguins ; au printemps 1998 une inondation majeure amenait 12 cm d'eau dans des ateliers de l'usine et inondait les champs voisins. La commune a alors été classée en état de catastrophe naturelle pour la période du 25 au 29 avril 1998 (arrêté du 10.08.1998, publié au Journal officiel N° 193 du 22.08.1998). Depuis, l’usine a élaboré un Plan d’Urgence Inondation et a fait réaliser des travaux pour limiter ce risque.
Le DICRIM note aussi la présence de trois centrales nucléaires en limite du département de l’Yonne : Dampierre, Belleville et Nogent-sur-Seine.

## Environnement
Une partie au nord de la commune est comprise dans la zone naturelle d'intérêt écologique, faunistique et floristique (ZNIEFF) continentale de type 2 de la « Forêt de Pontigny et vallée du Serein »,.
Cette ZNIEFF de 2 981,89 hectares sur 7 communes concerne environ 230 hectares sur Héry. Elle y inclut le hameau des Baudières, le ru du Pélot et 2,25 hectares de l'Île d'Yquois.

## Politique et administration

### Liste des maires
| Période   | Période   | Identité            | Étiquette | Qualité |
| --------- | --------- | ------------------- | --------- | ------- |
| Mai 2020  | En cours  | Patrick Rouselle    |           |         |
| mars 2014 | mai 2020  | Chantal Charbonnier |           |         |
| mars 2008 | mars 2014 | Chantal Charbonnier |           |         |
| mars 2001 | mars 2008 | Alain Eberard       |           |         |
| 1863      |           | Paul BERNARD d'HÉRY |           |         |

## Démographie
L'évolution du nombre d'habitants est connue à travers les recensements de la population effectués dans la commune depuis 1793. Pour les communes de moins de 10 000 habitants, une enquête de recensement portant sur toute la population est réalisée tous les cinq ans, les populations de référence des années intermédiaires étant quant à elles estimées par interpolation ou extrapolation. Pour la commune, le premier recensement exhaustif entrant dans le cadre du nouveau dispositif a été réalisé en 2005.

En 2022, la commune comptait 1 789 habitants, en évolution de −1,38 % par rapport à 2016 (Yonne : −1,95 %, France hors Mayotte : +2,11 %).
| 1793  | 1800  | 1806  | 1821  | 1831  | 1836  | 1841  | 1846  | 1851  |
| ----- | ----- | ----- | ----- | ----- | ----- | ----- | ----- | ----- |
| 1 150 | 1 251 | 1 283 | 1 460 | 1 453 | 1 456 | 1 494 | 1 528 | 1 601 |

| 1856  | 1861  | 1866  | 1872  | 1876  | 1881  | 1886  | 1891  | 1896  |
| ----- | ----- | ----- | ----- | ----- | ----- | ----- | ----- | ----- |
| 1 562 | 1 657 | 1 662 | 1 626 | 1 588 | 1 536 | 1 488 | 1 368 | 1 348 |

| 1901  | 1906  | 1911  | 1921  | 1926  | 1931  | 1936  | 1946  | 1954  |
| ----- | ----- | ----- | ----- | ----- | ----- | ----- | ----- | ----- |
| 1 319 | 1 318 | 1 258 | 1 258 | 1 202 | 1 263 | 1 157 | 1 162 | 1 209 |

| 1962  | 1968  | 1975  | 1982  | 1990  | 1999  | 2005  | 2006  | 2010  |
| ----- | ----- | ----- | ----- | ----- | ----- | ----- | ----- | ----- |
| 1 337 | 1 401 | 1 383 | 1 520 | 1 635 | 1 739 | 1 840 | 1 828 | 1 883 |

| 2015  | 2020  | 2022  | - | - | - | - | - | - |
| ----- | ----- | ----- | - | - | - | - | - | - |
| 1 824 | 1 774 | 1 789 | - | - | - | - | - | - |

## Jumelages
Héry est jumelé avec la ville de Shilbottle en Angleterre. Une rue d'Héry porte d'ailleurs le nom de cette ville jumelée.

## Loisirs
Centre de loisir Les Petits Hérissons.

## Personnalités liées à la commune
- Sainte Marthe († ~400), épouse de l'évêque d'Auxerre Saint Amâtre (avant son apostolat), † 1er mai 418, vivait à Héry où elle est morte[H 15].
- Porcaire, venue de Ravenne en 418 pour suivre le corps de Saint Germain, bâtit un ermitage sur la rive droite du Serein à l'Est des Baudières. Après sa mort la « chapelle Sainte-Porcaire » est érigée à cet endroit, en ruines au XIXe siècle[H 32].
- Pierre Bernard d'Héry, né en 1755 à Héry et mort en 1833 à Sens. Avocat, il était député à l'assemblée nationale[41].
- Robert Dhéry, acteur, scénariste et réalisateur, est inhumé dans le cimetière de la commune.
- Colette Brosset, actrice, scénariste, chorégraphe et épouse de ce dernier, est inhumée dans le cimetière de la commune.

## Pour approfondir